# Sanatório de Paimio
O Sanatório de Paimio é um ex-sanatório localizado na cidade finlandesa de Paimio, a 29 quilômetros da cidade de Turku. O edifício foi concluído em 1932 e serviu exclusivamente como um sanatório para tuberculosos até o início dos anos 1960. Logo depois, os antibióticos viu o fim virtual da doença, e o número de pacientes foi reduzido drasticamente e o edifício foi transformado em um hospital geral. Hoje o prédio é parte do Turku University Hospital. O sanatório foi indicado para tornar-se um Patrimônio Mundial da UNESCO.

## História
O arquiteto Alvar Aalto e sua esposa Aino Aalto receberam a incumbência de projetar o edifício depois de vencer um concurso de arquitetura realizado em 1928. O edifício foi construído entre 1929 e 1933, para a sua execução foi necessária a contribuição financeira de cinquenta comunidades locais finlandesas. O hospital está localizado no meio de uma grande área de colinas cobertas de bosques, longe dos centros populacionais.

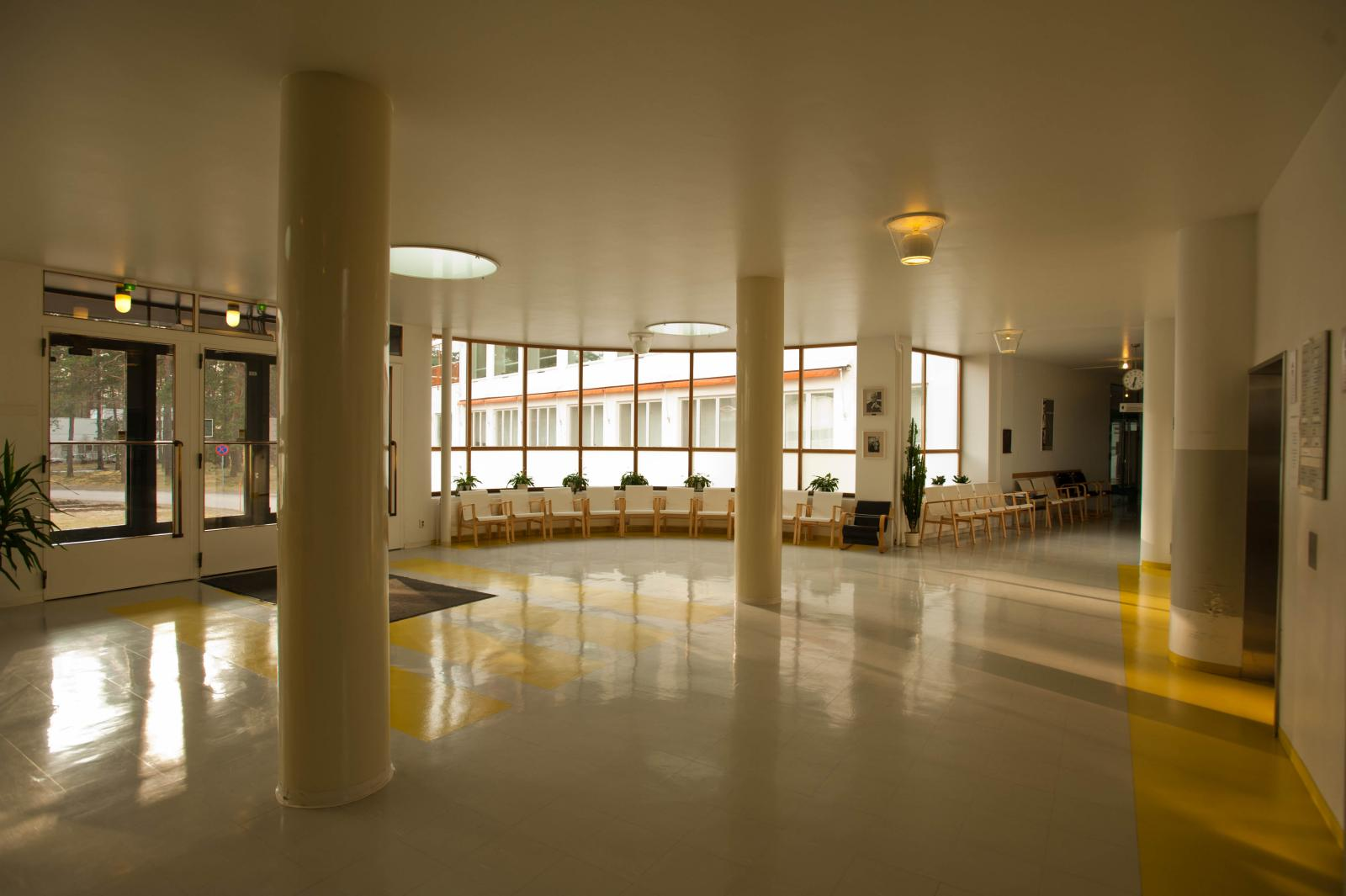
Vista interior do Sanatório de Paimio

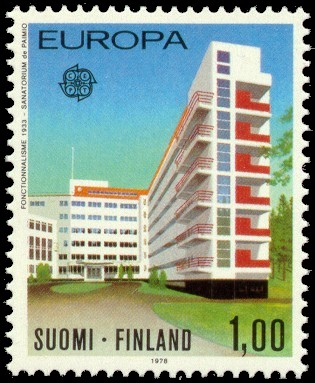
Selo postal retratando o edifício do Sanatório de Paimio

## O complexo arquitetônico
A estrutura geral do sanatório consistia em um complexo de edifícios separados: em particular, os quartos dos doentes e terraços, locais de utilização coletiva, cozinhas, caldeiras, garagem, biblioteca, capela, habitações para médicos e enfermeiros e outros. Naquela época o único conhecimento para a "cura" da tuberculose era o repouso completo em um ambiente limpo e sol, mas também poderia ser parcialmente tratada por cirurgia, e portanto, uma ala de cirurgia, também foi adicionada pelo arquiteto.

### Os quartos
O complexo foi modelado a partir dos quartos dos doentes. Foi dada cuidadosa atenção ao design dos quartos que geralmente eram para dois pacientes, cada um com seu próprio armário e lavatório. O arquiteto Alvar Aalto não esqueceu de nenhum detalhe em sua construção. Como os pacientes passavam muitas horas deitado, as lâmpadas foram colocadas fora da linha de visão dos pacientes. As paredes de cada quarto foram pintadas em uma cor neutra e o teto pintados de verde escuro relaxante, de modo a evitar o brilho. Cada paciente teve seu próprio armário especialmente concebido, fixado à parede e do chão, de modo a ajudar na limpeza abaixo dele. A asa construída com os quartos do hospital é constituído por varandas com um linear de ripas fina, suportada por uma única fileira de colunas, de tal maneira que todos os quartos têm a mesma exposição ao sul-sudeste, assim em cada andar do edifício, os pacientes mais fracos podiam ser puxados para fora nas suas camas para exposição ao sol, ou mesmo ir e deitar no terraço. Também um sistema especial de troca de ar, evitava as correntes.

### Os móveis
Enquanto o edifício estava em construção, o casal de arquitetos Alvar Aalto e sua esposa Aino Aalto também estavam no comando do desenho do mobiliário. Inicialmente tinham pensado em usar o aço tubular, mas logo optaram pela madeira. E assim eles criaram todos os móveis de madeira, entre estes a famosa Poltrona de Paimio. Particular atenção foi dada também aos acessórios dos lavatórios que através de um sistema especial permite um fluxo de água sem qualquer ruído.      

### Habitações e outros
Como os pacientes passavam um longo tempo, normalmente vários anos no sanatório, houve uma atmosfera distinta entre funcionários e pacientes.  Alvar Aalto tinha em conta em seus projetos várias instalações comuns. Uma delas foram as casas germinadas dos executivos, médicos, enfermeiros e funcionários isoladas dos pacientes. Localizadas em dois níveis e diferentes dimensões dependendo do número de membros da família e da situação civil da pessoa. O arquiteto também pensou nas rotas de passeio através da paisagens da floresta circundante.  